# Герб Керчі
Герб Керчі́ — один з офіційних символів міста Керч Автономної Республіки Крим, затверджений 11 листопада 1994 року рішенням № 1108; 1448 Керченської міської ради.

## Опис малого герба
У червоному полі золотий грифон. В базі щита розташований золотий ключ з овальним кільцем, що має вирізи у верхній та нижній частинах овала, обідок-утовщення на стрижні ключа в місці з'єднання з кільцем, і борідкою з хрестоподібним вирізом у центрі. Зображення грифона і ключа обведені чорним кольором, щит обведений золотим кантом.

## Опис великого герба
Великий герб затверджений 19 жовтня 1999 р. на позачерговій сесії міської ради.
Опис парадного герба було подано (без малюнка) в додатку №1108-2 до рішення міської ради від 20 червня 1996 р. На ньому щит обрамовував вінок із золотих дубових і лаврових гілок, перевитий стрічками червоного та блакитного кольорів. Щит накладено на два перехрещені чорні адміральські якорі. Герб вінчає російська імператорська корона. Внизу на перетині гілок і стрічок розміщена Золота Зірка міста-героя.

## Значення символіки
Зі слів автора, два якорі — це два моря (Азовське та Чорне), поміж якими стоїть місто, це два порти — торговельний і рибальський. Червона олександрівська стрічка дарована місту ще в XIX ст., а блакитна андріївська — до 100-ліття анексії Криму Російською імперією (автор цих рядків — В. Нерубенко з Керчі — такими даними не володіє, але ще в 1993 р. пропонував замість неї червоно-жовту стрічку ордена Леніна).
Російська імператорська корона — пам'ять про те, що Керч свого часу першою серед кримських міст була анексована Росією.

## Історія

### Античність
Витоки міського герба Керчі сягають античності. Основним символом міста з часів стародавнього Пантікапея є грифон. Ця міфічна крилата істота із головою орла і тілом лева вперше з'являється на золотих і срібних монетах Боспорського царства.

### Нова доба

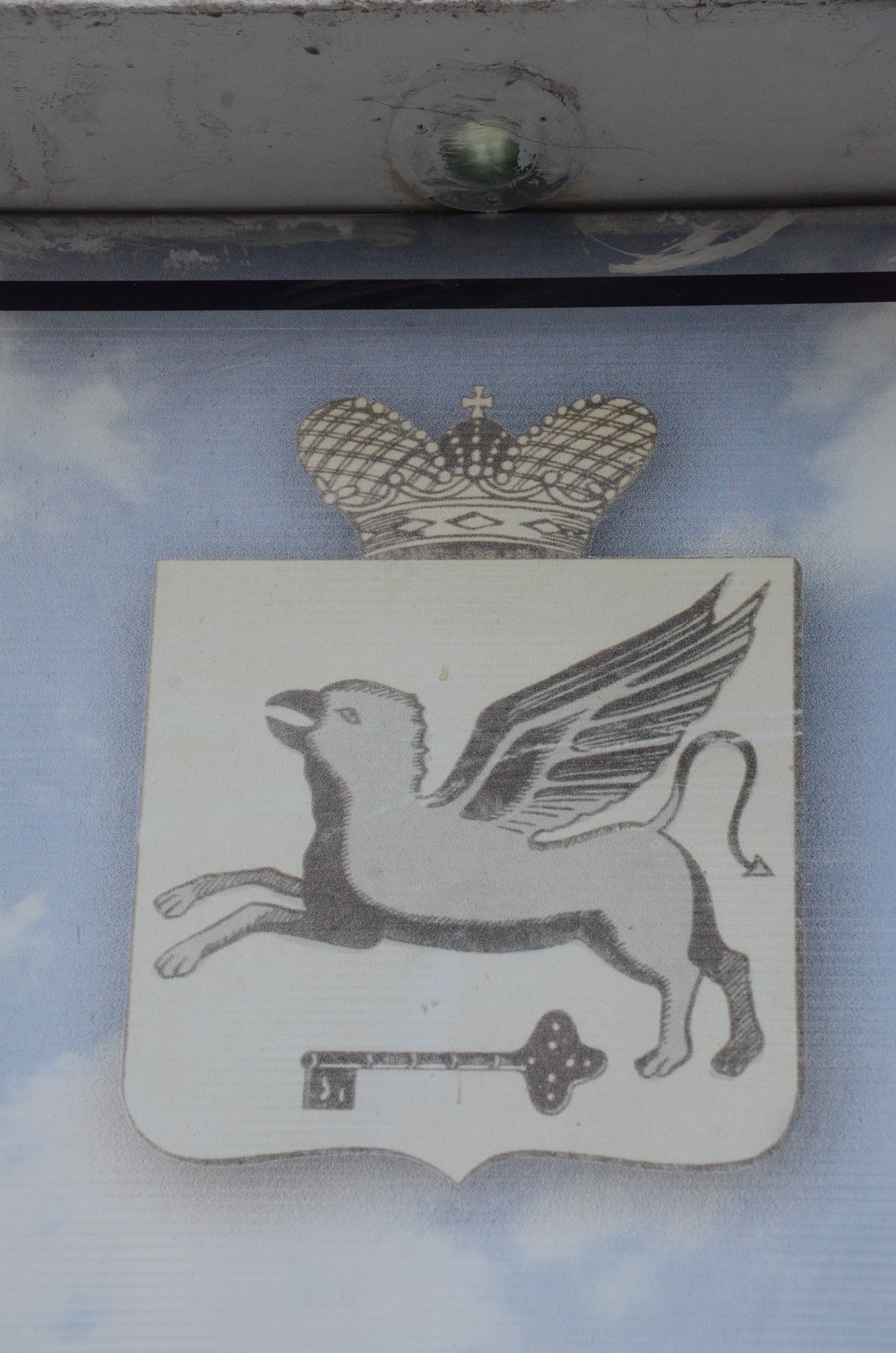

17 листопада (за деякими даними 6 квітня) 1844 імператор Микола I ухвалив такий герб Керчі: 
|  | Серед золотого поля чорний грифон, що служив колись гербом столиці царів Боспорських - Пантікапеї, на місці якої заснована нинішня Керч. Внизу ключ, що означає вхід до Керчі з Чорного моря в Азовське. Герб прикрашений зверху короною. |

У 1859 році був складений новий проект герба Керчі:
|  | У золотому щиті чорний скаче грифон, супроводжуваний в частині щита чорним ключем. |

Були розроблені два варіанти герба. Один для міста - за щитом схрещені якоря, перев'язані Олександрівською стрічкою. Інший для градоначальства - щит увінчаний древньою царською короною, оточений дубовим листям, з'єднаними Олександрівською стрічкою. Проекти не були затверджені.

### Радянський період
У період СРСР існувало кілька варіантів герба, які були відірвані від геральдичних принципів і не були пов'язані з гербами дореволюційного періоду історії Керчі.

### Доба незалежності України
У 1993 р управлінням архітектури і містобудування Керчі було здійснено спробу відтворення герба міста. Ряду художників міста запропонували представити свої ескізи і пропозиції. Після розгляду ескізів на міському містобудівній раді, пройшов відбір кращих пропозицій. В результаті було зроблено замовлення на розробку герба міський студії Спілки дизайнерів «Viktor Design». Автором розробки став дизайнер-графік Е. Глухий. У листопаді 1994 року проект нового герба був схвалений виконкомом міської ради і 20 червня 1996 р малий герб Керчі був затверджений міською радою.
Великий (парадний) герб з'явився вперше на святкуванні Дня міста 18 вересня 1999 року і був затверджений міськрадою 19 жовтня 1999 року.